# 赫內薩諾

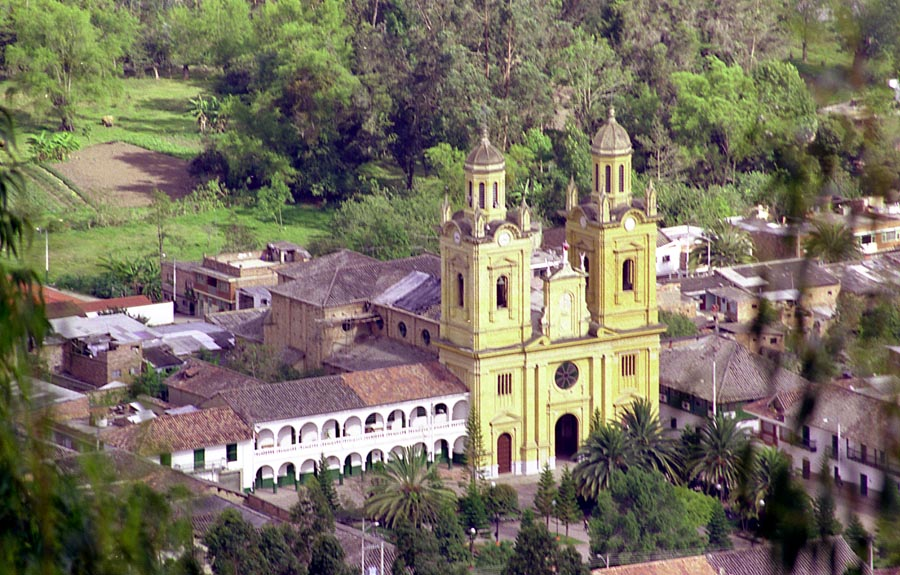

赫內薩諾是哥倫比亞的城鎮，位於該國東北部，由博亞卡省負責管轄，距離首府通哈30公里，始建於1828年2月5日，面積59平方公里，海拔高度2,119米，2005年人口7,287。
5°23′N 73°22′W / 5.383°N 73.367°W